# キウィタス
キウィタスあるいはキーウィタース（羅: cīvitās, 複数形 cīvitātēs）とは、ラテン語で「都市」「国家」といった市民 （キーウィス羅: cīvis）による政治共同体、あるいは、それによって付与される「市民権」（狭義には「ローマ市民権」）を意味する語
。ギリシャ語で言うところの「ポリス」に相当する。社会組織としての都市がキウィタスであり、物理的な施設としての都市はウルプス（urbs, 複数形 urbis）と称した
。
対して、ローマ国家に服属しながらそこの市民にローマ市民権ないしはラテン市民権と広範な自治権が与えられた自治都市をムニキピウムあるいはムーニキピウム（羅: mūnicipium, 複数形 mūnicipī）と称した

。

## 歴史
キウィタスの意味する範囲には歴史的変遷がみられる。古代ローマ時代には上述のようにローマ国家、都市、ローマ市民権を指したが、民族大移動期には西ローマ帝国の地方行政区を指す語に変化した。この行政区は都市を中心として周辺の従属農村を加えた範囲で構成された。

この時期のローマ国家のキウィタスからは、市民たちが政情不安と税の高騰を避けて地方の荘園に構えられた自給自足のウィッラへと流出したことから商工業が衰退し、都市の性格が軍事的な要塞へと変貌を遂げていった。
下ってカロリング朝時代になると同時代のラテン語文書に記された都市的集落は多様に分化しており、キウィタスとウルブスに加えて、もともと堡塁で囲われた城市を指した
オッピドゥム（羅: oppidum, 複数形 oppidī）
、
軍事的な城砦を指したカステルム（羅: castellum, 複数形 castellī）
、
ローマ軍団が野営するときに設けた宿営を指すカストルム（羅: castrum, 複数形 castrī）
、
小行政区を指したウィクス（羅: vicus, 複数形 vicī）

などが登場する。古代ローマ時代以来のキウィタスとウルブスは、メロヴィング朝期、あるいはそれ以前から司教座がおかれたような所にのみ適用された。そのため、伝統ある都市でも8世紀のカロリング朝期になってはじめて司教座がおかれたところは稀にしかキウィタス（ウルブス）とは呼ばれていない。
しかし、中世も時代が下ってくると司教座の置かれた都市は歴史伝統がなくともキウィタスと呼ばれるようになる。さらにキウィタスの指す範囲は堅固な城壁を有する大都市全般に拡大し、中世後期になると都市一般をさすようになった。この頃になると大都市以外でも都市城壁が一般化していたこともこの変化に寄与している。

## ゲルマン人諸部族の「キウィタス」
ローマ人が初期のゲルマン人の自由民の民会で運営される群小規模部族国家と接触を持つようになると、彼らに関する記録を残したタキトゥス、カエサルらは、これもキウィタスと看做して記述した。

## 後世への影響
トーマス・ホッブズは、『リヴァイアサン』において論述した、社会契約的に形成された国家を英語で「コモンウェルス」と表現したが、それは「ラテン語ではキウィタスと呼ばれる」と付記しており、ギリシャ・ローマの協約的な国家体制が自身の国家・社会思想の着想元であることを示唆している。
また、ジョン・ロックも同じように、その著書『統治二論』において、「私がコモンウェルスという言葉によって意味しているのは、ラテン人がキウィタスという言葉で表した独立の共同体のことである。」と述べている。